# La Nouaille
La Nouaille là một xã thuộc tỉnh Creuse trong vùng Nouvelle-Aquitaine miền trung nước Pháp. Xã này nằm ở khu vực có độ cao trung bình 576 mét trên mực nước biển.

## Địa lý
Thị trấn nằm trong thung lũng các sông Thaurion và Banize rivers, cự ly độ 10 dặm (16 km) về phía tây nam của Aubusson, tại giao lộ các tuyến đường D26 với tuyến D59 và D992.

## Dân số
| 1962                                                        | 1968 | 1975 | 1982 | 1990 | 1999 | 2006 |
| ----------------------------------------------------------- | ---- | ---- | ---- | ---- | ---- | ---- |
| 324                                                         | 401  | 379  | 329  | 264  | 248  | 250  |
| Số liệu điều tra dân số từ năm 1962 Dân số chỉ tính một lần |      |      |      |      |      |      |

## Địa điểm nổi bật
- Nhà thờ thế kỷ 12 Saint-Pierre-et-Saint-Paul.
- Trang viên thế kỷ 15 Domaine de Banizette, một di sản quốc gia.